# Pływanie na otwartym akwenie na Mistrzostwach Świata w Pływaniu 2015 – 25 km kobiet
25 km kobiet – jedna z konkurencji rozgrywanych podczas Mistrzostw Świata w Pływaniu 2015 w ramach pływania na otwartym akwenie. Zawody zostały rozegrane 1 sierpnia.
Do rywalizacji zgłoszonych zostało 21 zawodniczek z 13 państw. Zwyciężyła reprezentująca Brazylię Ana Marcela Cunha.

## Wyniki
Rywalizacja rozpoczęła się o 08:00.
| Miejsce | Zawodniczka         | Państwo           | Czas      |
| ------- | ------------------- | ----------------- | --------- |
| złoto   | Ana Marcela Cunha   | Brazylia          | 5:13:47.3 |
| srebro  | Anna Olasz          | Węgry             | 5:14:13.4 |
| brąz    | Angela Maurer       | Niemcy            | 5:15:07.6 |
| 4       | Aurélie Muller      | Francja           | 5:16:07.5 |
| 5       | Finnia Wunram       | Niemcy            | 5:19:02.5 |
| 6       | Margarita Domínguez | Hiszpania         | 5:19:39.4 |
| 7       | Alice Franco        | Włochy            | 5:19:50.5 |
| 8       | Emily Brunemann     | Stany Zjednoczone | 5:19:51.2 |
| 9       | Ashley Twichell     | Stany Zjednoczone | 5:20:20.8 |
| 10      | Ilaria Raimondi     | Włochy            | 5:21:05.2 |
| 11      | Olga Kozydub        | Rosja             | 5:22:46.1 |
| 12      | Jessica Walker      | Australia         | 5:23:33.0 |
| 13      | Chelsea Gubecka     | Australia         | 5:28:49.2 |
| 14      | Nikoletta Kiss      | Węgry             | 5:30:36.4 |
| 15      | Lenka Štěrbová      | Czechy            | 5:36:09.9 |
| 16      | Yang Dandan         | Chiny             | 5:42:19.5 |
| 17      | Cao Shiyue          | Chiny             | 6:02:49.7 |
|         | Betina Lorscheitter | Brazylia          | DNF       |
|         | Xeniya Romanchuk    | Kazachstan        | DNF       |
|         | Silvie Rybářová     | Czechy            | DNF       |
|         | Julia Arino         | Argentyna         | DNF       |